# 想田和弘
想田 和弘（そうだ かずひろ、1970年6月12日 - ）は、日本の映画監督・脚本家・演出家・ジャーナリスト。栃木県足利市出身、岡山県在住。

## 経歴
栃木県立足利高等学校卒業。東京大学文学部宗教学科卒業。宗教学科では島薗進に師事。また在学中に、東京大学新聞編集長を務める。だが、編集長としての激務とプレッシャーのため、燃え尽き症候群を患い、それが後にドキュメンタリー映画『精神』を撮る原点となった。アメリカのドキュメンタリー映画監督フレデリック・ワイズマンの影響を受けた。
卒業後の1993年にニューヨークへ渡り、スクール・オブ・ビジュアル・アーツ映画学科へ入学。在学中に制作した1995年の短編『花と女』がカナダ国際映画祭で特別賞を受賞。1996年の長編『フリージング・サンライト』はサン・パウロ国際映画祭「新進映画作家賞」にノミネート。卒業制作である1997年の『ザ・フリッカー』は、ヴェネツィア国際映画祭銀獅子賞にノミネートされる。
だが、劇映画のオファーは来ず、アルバイト感覚ではじめたテレビの仕事でドキュメンタリー映像の魅力に目覚める。日米を往復しながらドキュメンタリー映像を取り続け、NHKではドキュメンタリー番組を40本以上演出。2001年、養子縁組み問題を扱った『母のいない風景』はテリー賞を受賞。また、ジャーナリストとしての活動には、映画監督の大島渚や、チベット仏教の法王、ダライ・ラマ14世へのインタビューなどがある。
だが、「あらかじめ台本が存在しており、そのとおりの映像を撮っていく」テレビ・ドキュメンタリーのあり方に疑問を感じ、敬愛する監督フレデリック・ワイズマンのような「台本のない」ドキュメンタリー映画を自主制作で作ることを考えるようになる。
2005年に、妻の母親が関わっている精神科外来を舞台にしたドキュメンタリー映画を構想し、その撮影のため来日。だが、大学の同級生・山内和彦が川崎市議会の補欠選挙に自由民主党公認で出馬すると知り、急遽企画を変更してドキュメンタリー映画（観察映画）第1弾となる『選挙』を制作。ベルリン国際映画祭、シドニー映画祭、シネマ・ドゥ・レエル映画祭、サウス・バイ・サウス・ウエスト映画祭、ブエノスアイレス国際インディペンデント映画祭、香港国際映画祭、バルセロナ・アジア映画祭、フリブール映画祭、Hot Docs カナダ国際ドキュメンタリー映画祭などに正式招待され、ベオグラード・ドキュメンタリー映画祭ではグランプリを受賞する。また、60分の短縮版がBBC、PBS、ARTE、NHKなど200カ国近くでテレビ放映される。2008年には米国放送界最高の名誉とされるピーボディ賞を受賞する。
続くドキュメンタリー映画（観察映画）第2弾の『精神』は、2008年10月に開かれたアジア最大規模の釜山国際映画祭で最優秀ドキュメンタリー賞 (PIFF Mecenat Award) を受賞、12月にはドバイ国際映画祭にて同じく最優秀ドキュメンタリー賞を受賞。更にマイアミ国際映画祭で審査員特別賞、香港国際映画祭で優秀ドキュメンタリー賞、ニヨン国際ドキュメンタリー映画祭で宗教を越えた審査員賞を受賞した。
『精神』は2009年6月から日本国内各地で上映された。同6月には『精神』の制作過程の葛藤や苦心、出演者たちとの対談などを記した初の著書『精神病とモザイク　タブーの世界にカメラを向ける』（中央法規出版）を刊行した。
また、韓国の国境の町・坡州市で開かれる「非武装地帯ドキュメンタリー映画祭」から短編ドキュメンタリー映画の制作依頼を受け、『精神』と同じく岡山県を舞台に義父母や野良猫たちが登場する観察映画・番外編『PEACE』を制作。2010年9月の同映画祭でオープニング作品として世界初公開された。本作はバンクーバー国際映画祭やドバイ国際映画祭へ正式招待され、第11回東京フィルメックスでは観客賞を受賞した。香港国際映画祭では最優秀ドキュメンタリー賞を、ニヨン国際ドキュメンタリー映画祭ではブイエン&シャゴール賞を受賞した。
劇作家で演出家の平田オリザと青年団を被写体にした観察映画第3弾『演劇1』（2012年）、同第4弾『演劇2』（2012年）は、2部作合計5時間42分の大作。釜山国際映画祭でワールドプレミアされ、日本では2012年10月20日から劇場公開された。2012年のナント三大陸映画祭では、「若い審査員」賞を受賞した。
2013年夏、東日本大震災直後の統一地方選挙に山内和彦が再出馬した様子を描いた『選挙２』（2013年）が日本で劇場公開された。
2018年6月18日、妻とともに、国に対し、夫婦別姓確認訴訟を起こした。1997年にニューヨーク市で別姓のまま結婚し、日本の法律上も婚姻関係は成立したにもかかわらず別姓のままでは戸籍が作れないことに関するもの。
妻の柏木規与子はコンテンポラリー・ダンサー、振付師、太極拳師範で、『選挙』から『選挙２』までは製作補佐を、『牡蠣工場』からは製作を担っている。

## 作風
主にドキュメンタリー映画を制作しており、その監督･製作･撮影･録音･編集を基本的に一人で担っている。一人で撮る理由は経済的理由もあるが、それ以外にも映画作りに存分に時間をかけたいという想田の考えがあるからでもある。想田は自身の撮るドキュメンタリー映画を「観察映画」と称して撮影している。それは、なるべく予断と先入観を排除して対象をよく観察し、その観察で発見したことを映画にするという方法論である、と語っている。

## 主張・発言
- 選択的夫婦別姓制度について、「僕も含め別姓を望む人たちが求めているのはあくまで「選択的別姓」であって、望まない人まで夫婦別姓にしろとは言っていない。同姓を望む人はどうぞ同じ名字を名乗ってくださいと言っているのに、どうして嫌だと言っている人にまで同姓を強要したがるのかがよく分からない」としている[9]。
- 2018年の麻原彰晃死刑執行に「まともなプロセスを踏んでない」と反対表明した。オウム事件を追ってきた江川紹子に「控訴審がああいう形で終わったのは、司法が『まともなプロセスを踏んで』いなかったためではありません。」「控訴趣意書を出さない戦術にこだわった(麻原の)弁護人の問題です。ご自身の主張こそ、法治国家の否定であることに、気づくべき」と批判されている[10]。
- 2023年に開催されたWBCについて、「野球チームを”侍”などと自称するのは、恥ずかしいからやめてほしい。アメリカ代表チームが”騎士USA”とか自称してたらドン引きするだろ？」と述べた[11]。

## 作品

### 劇映画
- ア・ナイト・イン・ニューヨーク（1995年、脚本・監督）
- 花と女（1995年、脚本・監督）
- フリージング・サンライト（1996年、脚本・監督）
- ザ・フリッカー（1997年、脚本・監督）

### ドキュメンタリー映画
- 選挙（2007年、監督・撮影・編集・製作）
- 精神（2008年、監督・撮影・編集・製作）
- PEACE（2010年、監督・撮影・編集・製作）
- 演劇1・2（2012年、監督・撮影・編集・製作）
- 選挙2（2013年、監督・撮影・編集・製作）
- 牡蠣工場（2016年、監督・撮影・編集・製作）
- 港町（2018年、監督・撮影・編集・製作）
- The Big House（2018年、監督・撮影・編集・製作）
- 精神0（2020年、監督・撮影・編集・製作）
- 五香宮の猫（2024年、監督・撮影・編集・製作）

## 出演

### 映画
- ほとりの朔子（2013年）

### ウェブ番組
- ビデオニュース・ドットコム（2018年4月14日）
- デモクラシータイムス（YouTube、2024年10月27日）

## 著書

### 単著
- 精神病とモザイク タブーの世界にカメラを向ける（中央法規出版、2009年） ISBN 9784805830147
- なぜ僕はドキュメンタリーを撮るのか（講談社現代新書、2011年） ISBN 4062881136
- 演劇vs.映画 ドキュメンタリーは「虚構」を映せるか（岩波書店、2012年） ISBN 4000222880
- 日本人は民主主義を捨てたがっているのか？（岩波ブックレット、2013年） ISBN 978-4-00-270885-0 C0336
- 熱狂なきファシズム（河出書房新社、2014年） ISBN 978-4-309-24670-3 C
- カメラを持て、町へ出よう「観察映画」論（集英社インターナショナル、2015年）ISBN 978-4-7976-7301-2
- 観察する男 映画を一本撮るときに、監督が考えること（ミシマ社、2016年） ISBN 4903908739
- THE BIG HOUSE アメリカを撮る（岩波書店、2018年） ISBN 4903908739
- なぜ僕は瞑想するのか -ヴィパッサナー瞑想体験記-（ホーム社/集英社、2021年） ISBN 978-4-8342-5347-4

### 共著
- 日本の反知性主義（晶文社、内田樹ほか共著、2015年） ISBN 978-4-7949-6818-0
- 「開戦前夜」のファシズムに抗して（かもがわ出版、白井聡ほか共著、2015年） ISBN 4780308070
- はじめて投票するあなたへ、どうしても伝えておきたいことがあります。（ブルーシープ編著、2016年） ISBN 4908356017
- 転換期を生きるきみたちへ 中高生に伝えておきたいたいせつなこと（晶文社、内田樹ほか共著、2016年） ISBN 9784000612708
- 小津映画との出会い『小津安二郎 大全』（朝日新聞出版、2019年）収録  ISBN 9784022515995
- 撤退論 歴史のパラダイム転換にむけて(晶文社、内田樹ほか共著、2022年）
- 人薬(ひとぐすり) 〔精神科医と映画監督の対話〕(藤原書店、山本昌知との共著、 2022年）
- 下り坂のニッポンの幸福論（青幻社、内田樹との共著、2022年）

## 受賞歴

### 2001年
- テリー賞 - 『母のいない風景』

### 2008年
- 最優秀ドキュメンタリー賞 (PIFF Mecenat Award) - 釜山国際映画祭  - 『精神』
- 最優秀ドキュメンタリー賞 - ドバイ国際映画祭  - 『精神』
- ピーボディ賞 - 『選挙』

### 2009年
- 審査員特別賞 - マイアミ国際映画祭 - 『精神』
- 優秀賞 (Outstanding Documentary Award) - 香港国際映画祭 - 『精神』
- 宗教を超えた審査員賞 - ニヨン国際ドキュメンタリー映画祭 - 『精神』
- グランプリ - ベオグラード・ドキュメンタリー映画祭 - 『選挙』

### 2010年
- 観客賞 -  東京フィルメックス - 『PEACE』

### 2011年
- 最優秀ドキュメンタリー賞 - 香港国際映画祭 - 『PEACE』
- ブイエン&シャゴール賞 - ニヨン国際ドキュメンタリー映画祭 - 『PEACE』

### 2012年
- 「若い審査員」賞 - ナント三大陸映画祭 - 『演劇１』『演劇２』

### 2016年
- 観客賞（グランプリ） - KINOTAYO現代日本映画祭 - 『牡蠣工場』[12]

### 2020年
- エキュメニカル審査員賞 - ベルリン国際映画祭 - 『精神０』